# Schizonycha rufula
Schizonycha rufula är en skalbaggsart som beskrevs av Moser 1914. Schizonycha rufula ingår i släktet Schizonycha och familjen Melolonthidae. Inga underarter finns listade i Catalogue of Life.